# Юкельберг
Юкельберг (нем. Jückelberg) — община в Германии, в земле Тюрингия.
Входит в состав района Альтенбург. Подчиняется управлению Вираталь. Население составляет 321 человек (на 31 декабря 2010 года). Занимает площадь 7,96 км².
Община подразделяется на 3 сельских округа.